# Forcola
Forcola là một đô thị ở tỉnh Sondrio trong vùng Lombardia của Italia, có vị trí khoảng 90 km về phía đông bắc của Milano và khoảng 15 km về phía tây của Sondrio. Tại thời điểm ngày 31 tháng 12 năm 2004, đô thị này có dân số 870 người và diện tích là 15,7 km².
Forcola giáp các đô thị: Ardenno, Buglio in Monte, Colorina, Fusine, Talamona, Tartano.